# 초전초등학교 (사천시)
초전초등학교는 대한민국 경상남도 사천시 사남면 초전로 71 (초전리)에 있었던 공립 초등학교이다.

## 학교 연혁
- 1939년 5월 27일 사남공립심상소학교 부설 초전간이학교 설립인가
- 1943년 7월 24일 죽천공립국민학교 인가
- 1945년 5월 25일 초전국민학교 교명 변경
- 1996년 3월 1일 초전초등학교 교명 변경
- 1999년 2월 19일 제51회 졸업(총2,260명)
- 1999년 8월 31일 삼성초등학교로 통폐합